# Övre Flugstjärnet
Övre Flugstjärnet är en sjö i Årjängs kommun i Värmland och ingår i Göta älvs huvudavrinningsområde. Sjöns area är 0,01 kvadratkilometer och den befinner sig 228 meter över havet.